# Linke-Hofmann-Busch

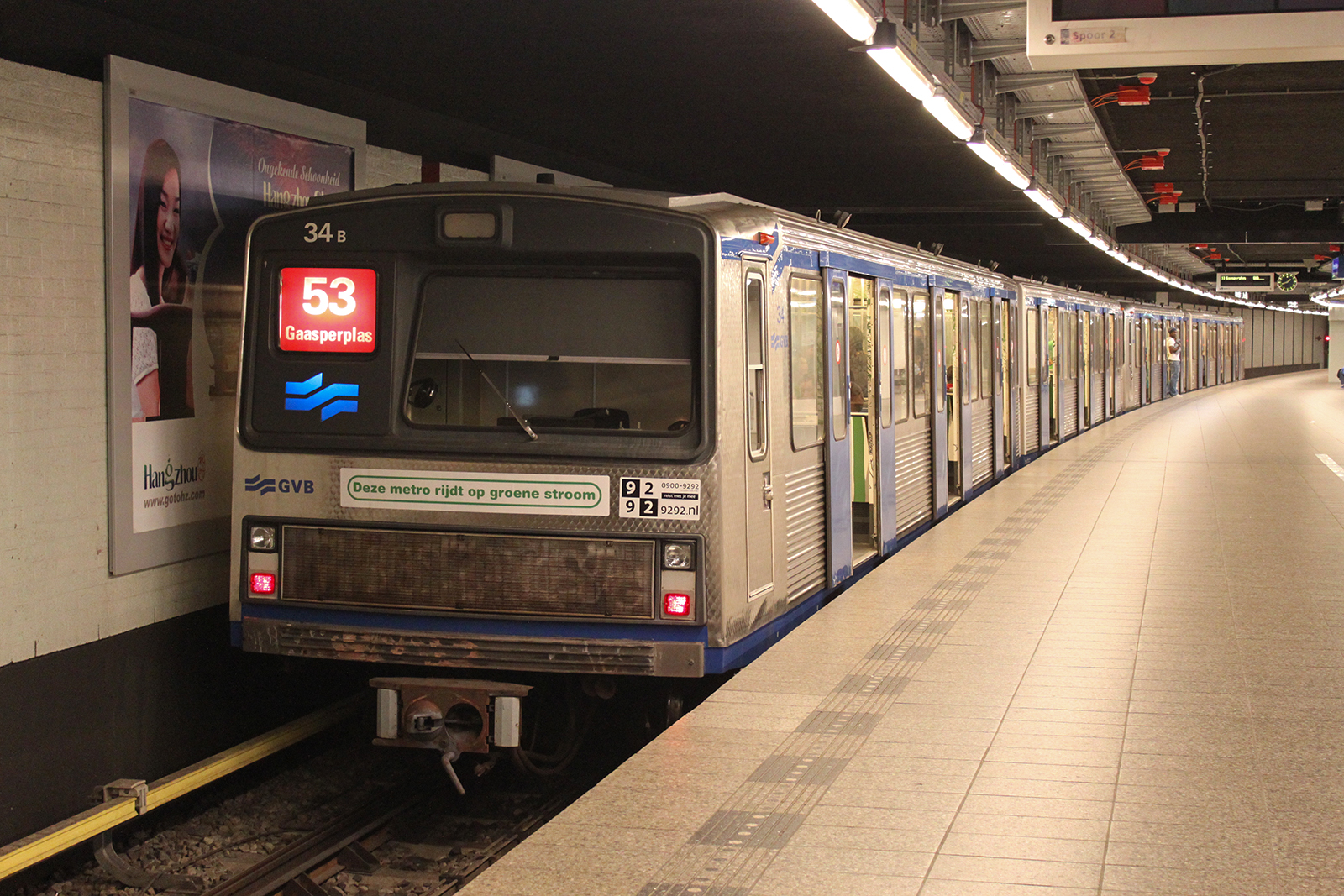
LHB-metrotreinstel in het Amsterdamse metrostation Centraal Station.

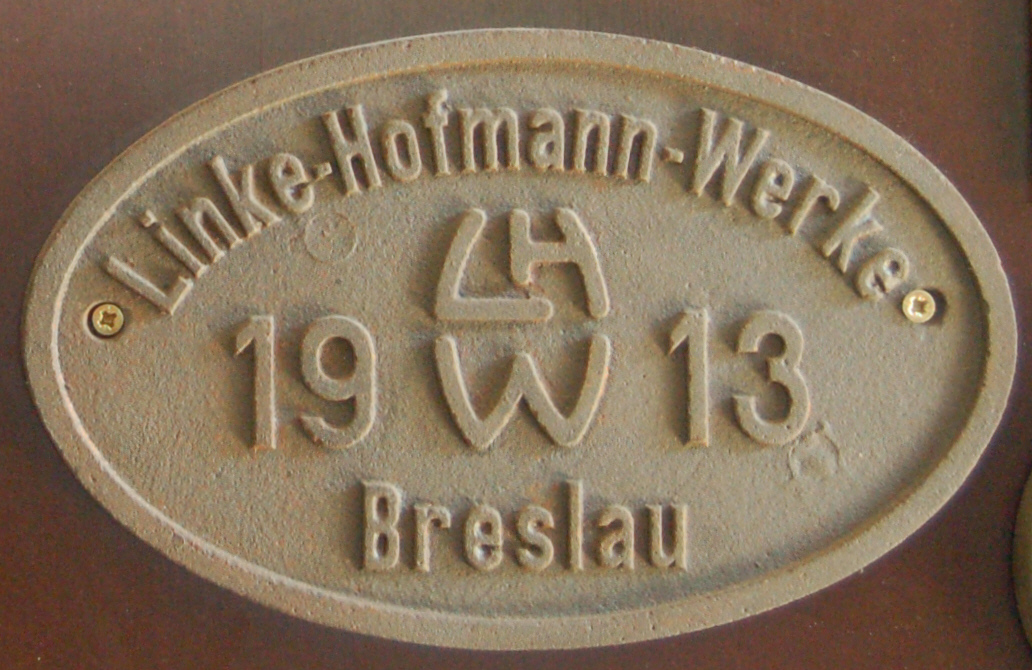
Typeplaatje van de LHW.

Linke-Hofmann-Busch GmbH (LHB) is de voormalige naam van een van oorsprong Duitse fabrikant van rollend materieel. In 1998 ging LHB op in het Alstom-concern en kreeg toen de naam Alstom LHB GmbH. Sinds 1 april 2009 heet het bedrijf Alstom Transport Deutschland GmbH. Er worden nog steeds railvoertuigen gebouwd, zoals de lagevloertrams die vanaf 2024 aan Keulen geleverd worden.

## Geschiedenis
Het bedrijf werd in 1839 te Breslau (nu Wrocław) opgericht als Wagenbauanstalt Gottfried Linke, nadat de naamgever het bedrijf van z'n vader in 1834 over had genomen. De naam verandere in 1871 in Breslauer Actien-Gesellschaft für Eisenbahn-Wagenbau (BAG). Diverse fusies volgden. Zo ging in 1917 het bedrijf Waggonfabrik Aktien-Gesellschaft vorm. P. Herbrand & Cie te Köln Ehrenfeld op in LHB. 
Tegen het einde van de Eerste Wereldoorlog ontwikkelde het bedrijf twee typen vliegtuigen die niet meer in productie konden worden genomen. Na de Tweede Wereldoorlog werd het bedrijf voortgezet in de West-Duitse stad Salzgitter. Dan in 1928 fuseerde de Linke-Hofmann-Werke AG (LHW) met de Waggon- und Maschinenfabrik AG vorm. Busch en de Sächsische Waggonfabrik Werdau AG.

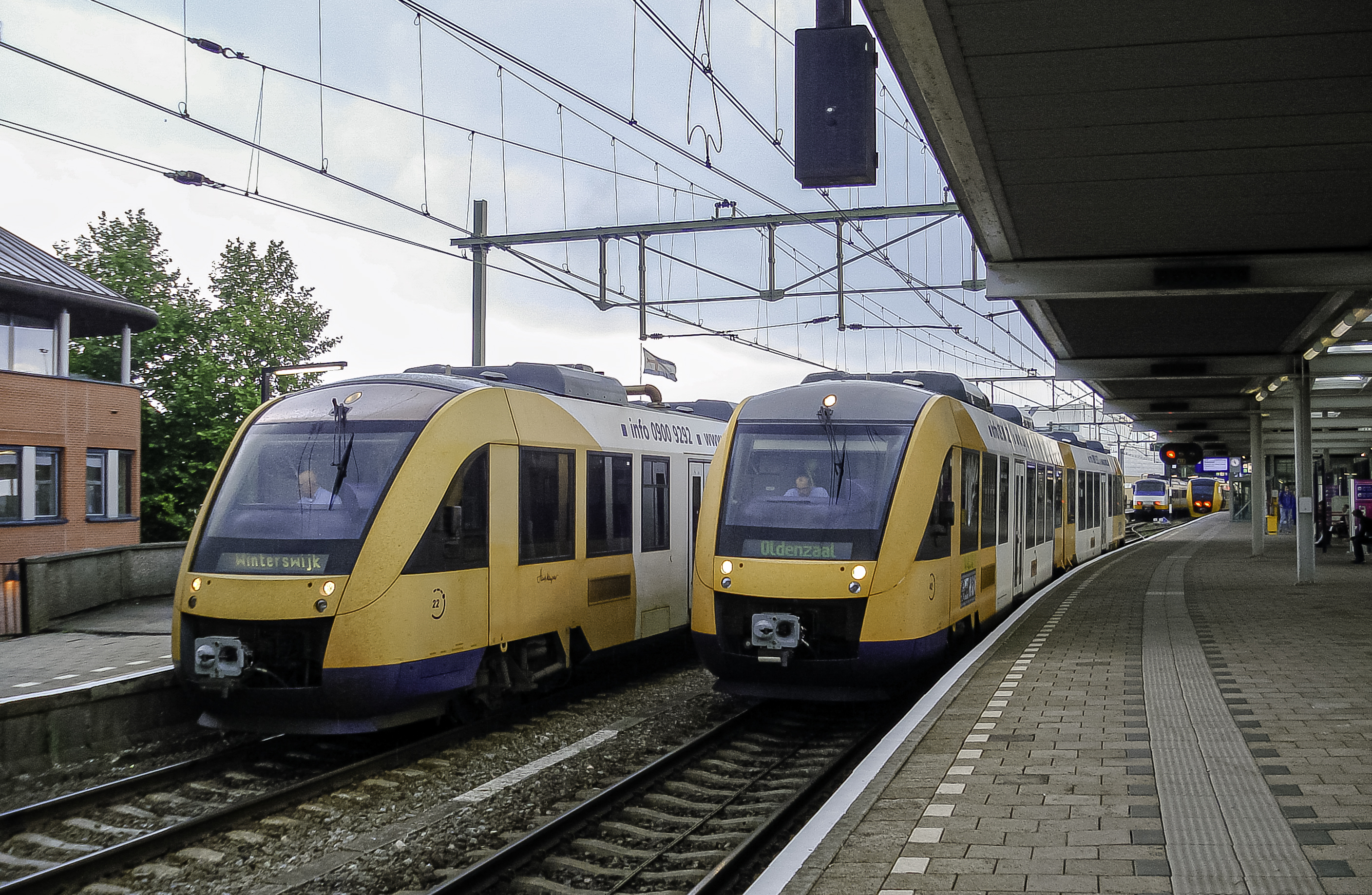
Twee Lint treinstellen te Zutphen.

## Materieel in Nederland
Voor de Tweede Wereldoorlog produceerde Linke-Hofmann te Breslau in 1922 voor de Amsterdamse tram een geheel afwijkende serie van vijf eenrichtingmotorwagens, met een elektrische installatie van Bergmann, de "Bergmannwagens" met de nummers 391-395.
Ook werden dat jaar de lage middeninstap bijwagens van de serie 881-900 (de 'Breslauers') geleverd. De daarop gelijkende serie 931-950 werd in 1930 echter gebouwd door Allan Rotterdam.
In Amsterdam is LHB vooral bekend als producent van de eerste 44 metrostellen voor de Amsterdamse metro (nummers 1-44, gebouwd tussen 1973 en 1980) en van de in totaal 92 gelede trams. Dit waren de serie 725-779 (8G) in 1974-'75 en 780-816 (9G en 10G) in 1979-'81.

### Spoorwegen
Voor Syntus heeft LHB Alstom 25 treinstellen van het type Coradia LINT gebouwd. Een deel rijdt sinds eind 2023 op het traject Zutphen-Hengelo-Oldenzaal.
Ook de ICK-rijtuigen die de Nederlandse Spoorwegen van 2002 tot 2009 hebben ingezet waren oorspronkelijk mede door LHB in de jaren zestig gefabriceerd.

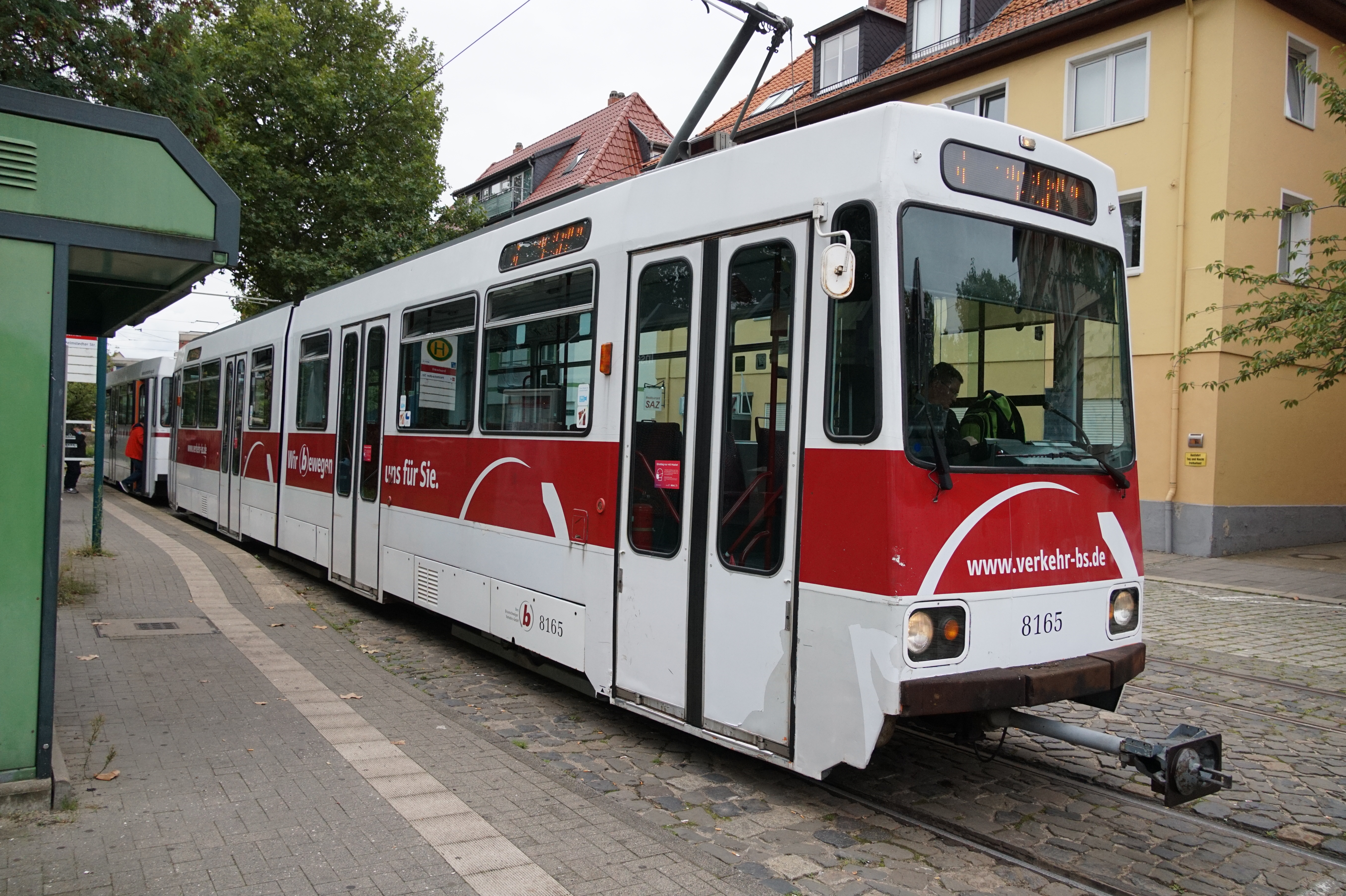
Tram type 'Stadtbahn Braunschweig'.

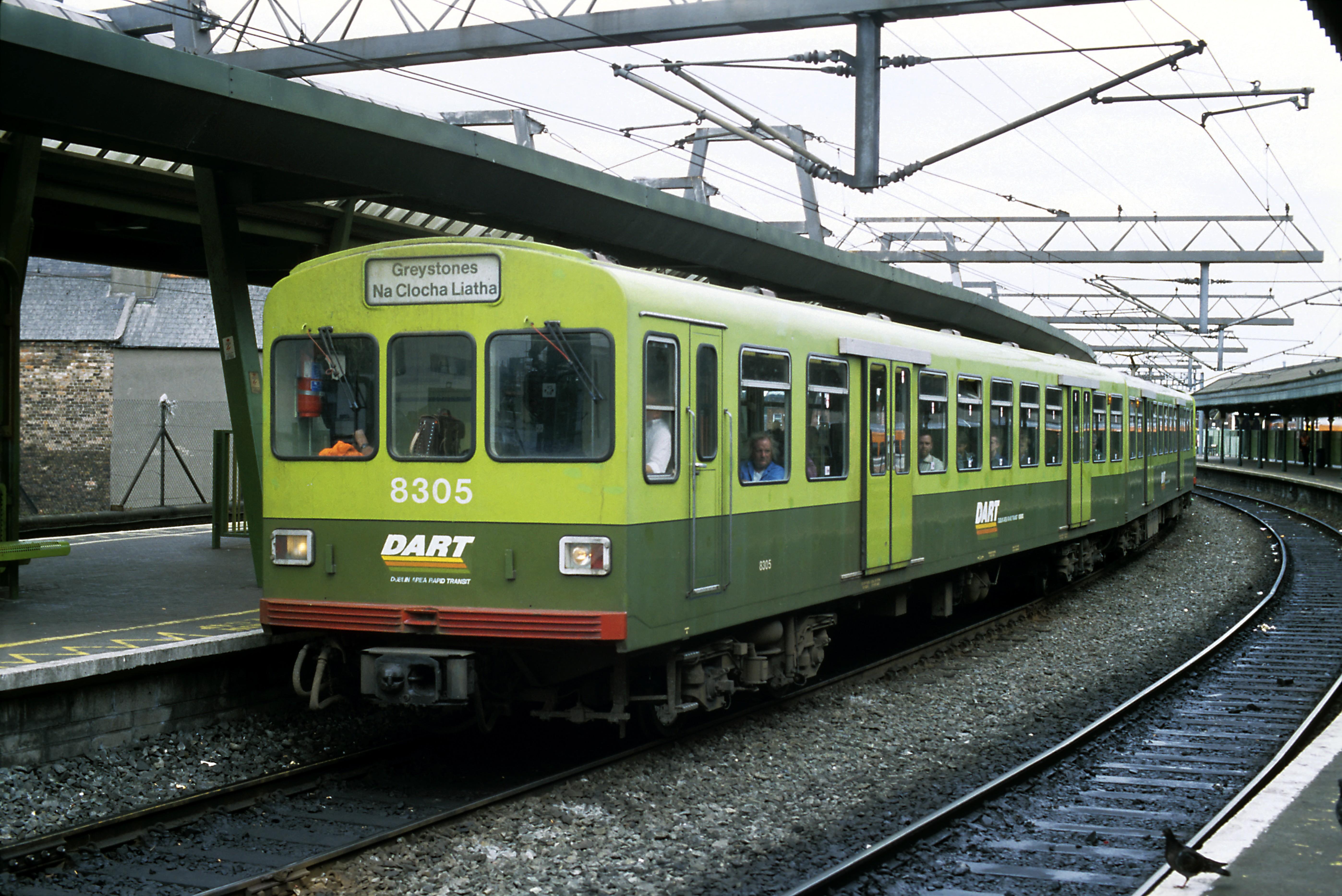
Treinstel in Dublin.

## Materieel buiten Nederland
LHB was de huisleverancier voor de trambedrijven van Braunschweig en Hannover. Zo werden voor Hannover onder meer de stadtbahnwagens serie 6101-6260 en serie 3000 gebouwd. Een deel van 6100-serie wagens doet dienst in Boedapest tezamen met het overgrote deel van de Duwag serie 6001-6100. Het type 'Stadtbahn Braunschweig' werd vanaf 1981 geleverd, maar was in werkelijkheid een gewone tram.
Verder werd in 1984 een serie van elf enkelgelede trams voor smalspoor, met wagenbakken die even breed waren als bij normaalspoor, aan het trambedrijf in het Noorse Trondheim geleverd. Vanaf 1983 werden 40 treinstellen geleverd voor de DART in Dublin.